# Korfbal op de Olympische Zomerspelen 1920
Op de Olympische Zomerspelen 1920 in Antwerpen was korfbal een demonstratiesport. Het vond plaats in het Olympisch Stadion van Antwerpen op 22 augustus 1920.

## Organisatie
De raad van de NKB bracht op 20 september 1919 het idee naar buiten om een korfbaldemonstratie te geven tijden de Olympische Spelen van 1920. De voorzitter van de Nederlandse Bond voor Lichamelijke Opvoeding, F.W. Baron van Tuyll van Serooskerken, schreef daarvoor een brief naar het organisatiecomité. Het antwoord wat ze echter op de brief kregen was negatief. De baron herhaalde zijn verzoek naar de president van het organisatiecomité van Antwerpen en IOC lid, Count Henri de
Baillet-Latour. Op 27 februari 1920 kregen ze op dit verzoek vanuit Brussel een positief antwoord:

Monsieur le Baron
Nous avons l’honneur de vous faire savoir, prenant en considération
votre nouvelle demande relative au korfball, le Comité à décidé dans san séance
du 25 de ce mois, d’accepter en principe qu’une démonstration de ce jeu puisse
avoir lieu à Anvers à l’occasion eds Jeux Olympiques. Seule la date à été
reservée; elle sera fixée ulterieurement. Nous ne manquerons pas de vous en
faire part.
 

Le Président,
Baillet-Latour

De voorbereiding voor de demonstratie was in handen van een bestuur bestaande uit: N. Broekhuijsen, K.J. Heijboer en S.A. Wilson.

## Kosten
De kosten voor de korfbaldemonstratie waren begroot op ongeveer ƒ 1400 dat opgebracht moest worden met acties. Tot 18 april 1920 was er echter pas ƒ 411 opgehaald en was het de vraag of de korfbaldemonstratie kon doorgaan. De AKB sprong te hulp en organiseerde een korfbaldag op 18 april 1920 die ƒ 687,15 opbracht. Het totale budget kwam neer op ƒ 1377,55 en was voldoende om de korfbaldemonstratie te financieren.

## De wedstrijd
De korfbalwedstrijd op de Olympische Spelen zou gespeeld worden op 1 augustus tussen de twaalftallen van Amsterdam en Zuid-Holland (gemengde teams). Enkele dagen voor die datum kregen de teams te horen dat ze niet mochten komen. De wedstrijd werd verplaatst naar 22 augustus. Tijdelijk was er sprake dat er gespeeld zou worden tegen het basketbalteam van de Young Men’s Christian Association, maar na een nieuwe bemiddeling kon de korfbalwedstrijd toch tussen de twee Nederlandse teams doorgaan.
Op 22 augustus begon, na de start van de marathon, de korfbalwedstrijd. F.W. Baron van Tuyll van Serooskerken startte de wedstrijd en de scheidsrechter was Repko. Door de regen van die dag was het veld erg glad. Hierdoor kon er geen snel spel gezien laten worden en waren springschoten onmogelijk. Toen het 2-0 voor Zuid-Holland werd, vergaten de spelers van Amsterdam dat het een demonstratie was en wilden koste wat het kost ook een doelpunt maken wat ten koste ging van de schoonheid van het spel. Voor een leek was het spel echter wel aantrekkelijk om naar te kijken. Om drie uur werd de wedstrijd, voor de finale van de marathon, beëindigd met de eindstand van 2-0 voor Zuid-Holland. De ambassadeur van België, Jonkheer van Vredenburgh, kwam na de wedstrijd naar de spelers toe om de spelers persoonlijk te vertellen dat hij van de wedstrijd had genoten.

## Teams
| Positie  | Team A - Amsterdam    | Team B - Zuid-Holland |
| -------- | --------------------- | --------------------- |
| Mannen   | H. W. Vliegen         | F. A. van Zimmeren    |
| Mannen   | N. Ouwehand           | A. Ouwerkerk          |
| Mannen   | J. Brinck             | N. Ragut              |
| Mannen   | L. Brinck             | G. de Mey             |
| Mannen   | J. de Nie             | K. Nieuwenhuizen      |
| Mannen   | G. Sieverts           | H. van der Reyden     |
| Vrouwen  | F. Jansen             | J. Schilthuizen       |
| Vrouwen  | A. van Beek           | T. Buy                |
| Vrouwen  | E. Teunisse           | J. Christiansen       |
| Vrouwen  | W. Stiens             | N. van Noort          |
| Vrouwen  | T. Donker             | S. Ballego            |
| Vrouwen  | M. Gregorius          | F. Dekker             |
| Reserves | L. van Koesveld (man) | H. J. Popp (man)      |
| Reserves | T. Abeling (vrouw)    |                       |

## Reis en verblijf van de spelers
Op 21 augustus vertrokken de spelers naar Antwerpen en verbleven daar in pension ‘de Wit’. Op zondag 22 augustus, om kwart voor een, vertrokken de spelers naar het stadion. Echter reden de koetsiers niet naar het stadion maar naar een kermisterrein dat ‘de Olympische Spelen’ heette. Daarnaast moesten de spelers de koets verlaten om deze om te draaien omdat de muilezels de draai niet konden maken. Pas om tien voor twee kwamen de spelers uiteindelijk bij het stadion aan waar ze verwelkomd werden door de leden van het Nederlands Olympisch Comité: F.W. Baron van Tuyll van Serooskerken en Waller. Na de korfbalwedstrijd zaten de spelers om kwart over zes weer in de trein naar Nederland.